# Kim Seung-pyo
Kim Seung-pyo (hangul 김승표, ur. 1 października 1965) – koreański florecista, brązowy medalista mistrzostw świata.
Podczas mistrzostw świata w La Chaux-de-Fonds w 1998 roku Koreańczycy w składzie: Kim Young-ho, Yu Bong-hyeong, Chung Kwang-suk i Kim Seung-pyo zdobyli brązowy medal w zawodach drużynowych. W tej samej konkurencji był też między innymi szósty na mistrzostwach świata w Budapeszcie (1991) i mistrzostwach świata w Kapsztadzie (1997).
Wystartował na igrzyskach olimpijskich w Seulu w 1988 roku, gdzie w turnieju drużynowym był dziewiąty, a indywidualnie zajął 24. miejsce. Na rozgrywanych cztery lata później igrzyskach olimpijskich w Barcelonie drużynowo był ósmy, a indywidualnie zajął 47. miejsce.
Ponadto zdobył złoty medal drużynowo na igrzyskach azjatyckich w Seulu w 1986 roku, srebrne drużynowo i indywidualnie na igrzyskach azjatyckich w Pekinie w 1990 roku, kolejny złoty drużynowo na igrzyskach azjatyckich w Hiroszimie w 1994 roku oraz brązowy drużynowo na igrzyskach azjatyckich w Bangkoku w 1998 roku.